# Kees Bakels

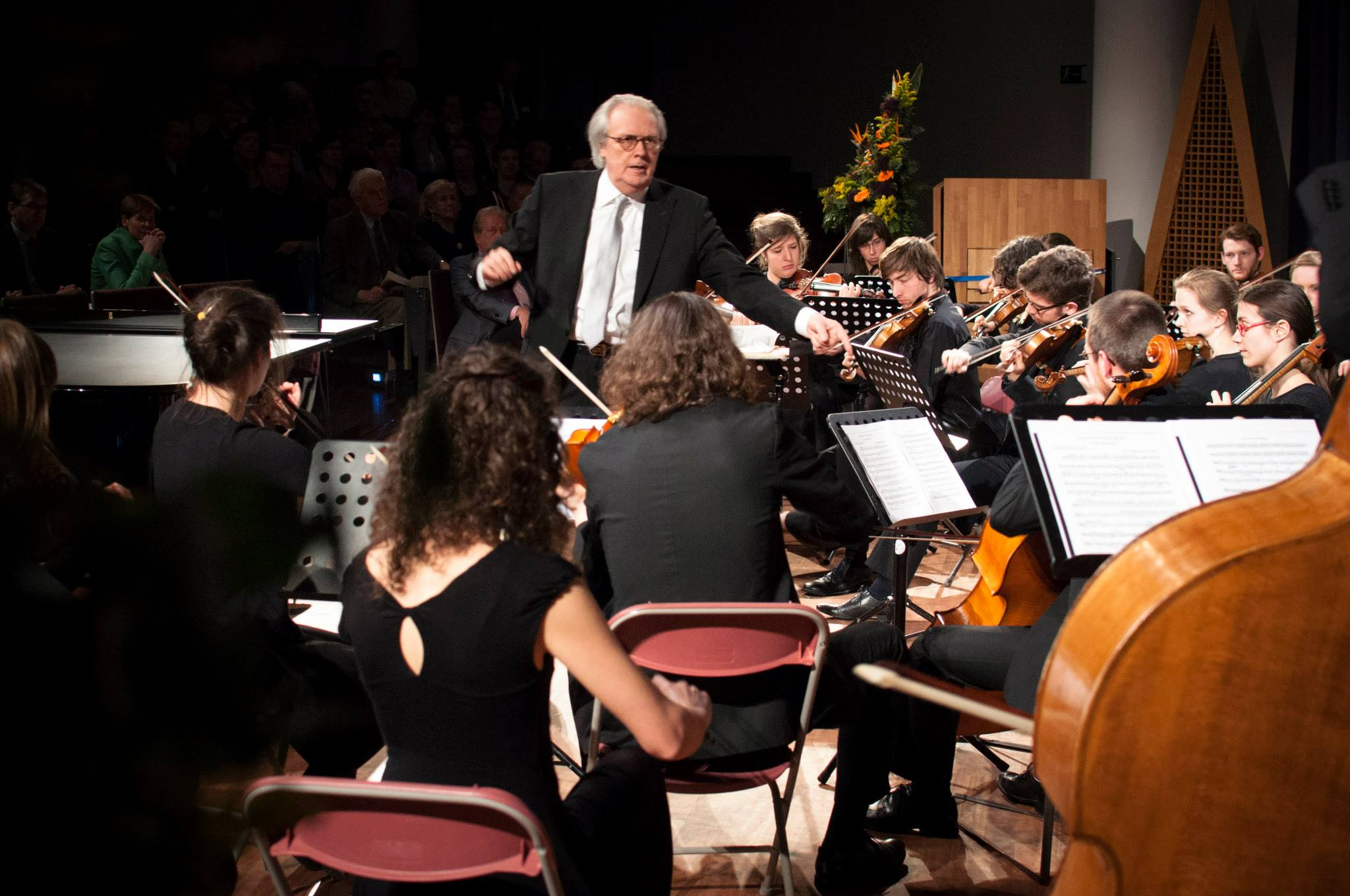
Kees Bakels (2014)

Kees Bakels (* 14. Januar 1945 in Amsterdam) ist ein niederländischer Dirigent.

## Leben und Wirken
Bakels begann seine Musikkarriere als Geiger, bevor er am Conservatorium van Amsterdam und der Accademia Musicale Chigiana in Siena, Italien, Orchesterleitung studierte, und war nach seiner Studienzeit an vielen Orchestern, wie zum Beispiel am Niederländischen Kammerorchester und der Niederländischen Radio Sinfonie als Gastdirigent tätig. Zudem war er 10 Jahre lang erster Gastdirigent am Bournemouth Symphony Orchestra und bespielte mit diesem Orchester unter anderem auch Tonträger mit Sinfonien von Ralph Vaughan Williams für das Label Naxos.
1997 übernahm er die Stelle als Musikdirektor am neu gegründeten Malaysian Philharmonic Orchestra (MPO). Zu Irritationen kam es, als Bakels erfuhr, dass der englische Dirigent James Judd ab September 2003, noch vor dem Ende seines bis 2005 laufenden Vertrags als neuer Musikdirektor engagiert werden sollte und Bakels damit drohte, seinen Vertrag nicht mehr erfüllen zu wollen. Im April 2004 einigten sich das MPO und Bakels, ohne dass die Öffentlichkeit über die Einzelheiten dazu etwas erfuhr und zu einem Engagement Judds kam es dann doch nicht mehr. Bakels blieb weiter Musikdirektor bis Matthias Bamert 2005 einvernehmlich und offiziell den Taktstock übernahm und Bakels zum Ehrendirigenten des Orchesters ernannt wurde.
Bakels bespielte mehrere CDs für BIS Records mit dem Orchester, darunter Kompositionen von Nikolai Rimski-Korsakow und Edouard Lalo.